# Lijst van voetbalinterlands Kameroen - Polen
Deze lijst van voetbalinterlands is een overzicht van alle officiële voetbalwedstrijden tussen de nationale teams van Kameroen en Polen. De landen speelden tot op heden drie keer tegen elkaar, te beginnen met een groepswedstrijd bij het Wereldkampioenschap voetbal 1982, gespeeld op 19 juni 1982 in A Coruña (Spanje). Het laatste duel, een vriendschappelijke wedstrijd, vond plaats in Szczecin op 11 augustus 2010.

## Wedstrijden
| № | Plaats   | Datum            | Competitie        | Wedstrijd        | Uitslag |
| - | -------- | ---------------- | ----------------- | ---------------- | ------- |
| 1 | A Coruña | 19 juni 1982     | WK 1982           | Polen – Kameroen | 0 – 0   |
| 2 | Poznań   | 14 november 2001 | Vriendschappelijk | Polen – Kameroen | 0 – 0   |
| 3 | Szczecin | 11 augustus 2010 | Vriendschappelijk | Polen – Kameroen | 0 – 3   |

## Samenvatting
| Competitie        | Totaal gespeeld | Winst Kameroen | Gelijk | Winst Polen | Doelsaldo Kameroen – Polen |
| ----------------- | --------------- | -------------- | ------ | ----------- | -------------------------- |
| WK-eindronde      | 1               | 0              | 1      | 0           | 0 − 0                      |
| Vriendschappelijk | 2               | 1              | 1      | 0           | 3 − 0                      |
| Totaal            | 3               | 1              | 2      | 0           | 3 − 0                      |

## Details

### Eerste ontmoeting
| WK 1982 (A Coruña, Spanje, 19 juni 1982): |              | |
| Kameroen | 0 – 0        | Polen |
| | goals        | |
| Jean Vincent | bondscoach   | Antoni Piechniczek |
| Thomas N'Kono Michel Kaham Emmanuel Kundé Elie Onana René N'Djeya Ephrem M'Bom Théophile Abega Grégoire M'Bida Ibrahim Aoudou Jacques N'Guea 46' Roger Milla | opstellingen | Józef Młynarczyk Paweł Janas Jan Jałocha Władysław Żmuda Stefan Majewski Andrzej Buncol 27' Andrzej Iwan 67' Andrzej Pałasz Grzegorz Lato Włodzimierz Smolarek Zbigniew Boniek |
| Jean-Pierre Tokoto 46' | wissels      | 27' Andrzej Szarmach 67' Marek Kusto |
| Ibrahim Aoudou 40' Roger Milla 80' | gele kaarten | 34' Andrzej Pałasz |

### Tweede ontmoeting
| Vriendschappelijk (Poznań, Polen, 14 november 2001): |              | |
| Polen | 0 – 0        | Kameroen |
| | goals        | |
| Jerzy Engel | bondscoach   | Winfried Schäfer |
| Radosław Majdan 46' Tomasz Kłos Jacek Bąk Tomasz Hajto Michał Żewłakow 63' Bartosz Karwan 46' Arkadiusz Bąk 82' Piotr Świerczewski Marek Koźmiński Paweł Kryszałowicz 46' Emmanuel Olisadebe 46' | opstellingen | Alioum Boukar 78' Bill Tchato Raymond Kalla Rigobert Song Pierre Wome Lauren Etame Mayer Geremi Njitap Salomon Olembé Marc-Vivien Foé 87' Samuel Eto'o 72' Patrick Mboma |
| Adam Matysek 46' Igor Sypniewski 46' Artur Wichniarek 46' Paweł Kaczorowski 46' Jacek Krzynówek 63' Mariusz Kukiełka 82'                                                                         | wissels      | 72' Patrick Suffo 78' Lucien Mettomo 87' Pius Ndiefi |
| Michał Żewłakow ??' Piotr Świerczewski ??' | gele kaarten | ??' Rigobert Song |

### Derde ontmoeting
| Vriendschappelijk (Szczecin, Polen, 11 augustus 2010): |              | |
| Polen | 0 – 3        | Kameroen |
| | goals        | 30' Samuel Eto'o 53' Samuel Eto'o 85' Vincent Aboubakar |
| Franciszek Smuda | bondscoach   | Jacques Songo'o |
| Łukasz Fabiański 46' Michał Żewłakow Grzegorz Wojtkowiak 38' Kamil Glik Dariusz Dudka 72' Ludovic Obraniak Rafał Murawski 58' Maciej Sadlok Jakub Błaszczykowski Paweł Brożek 46' Robert Lewandowski | opstellingen | Guy Ndy Assembe 82' Henri Bédimo 65' Nicolas N'Koulou Sébastien Bassong Benoît Assou-Ekotto Gilles Binya Marcel Ndjeng 70' Jean Makoun 76' Aurélien Chedjou 80' Samuel Eto'o 59' Eric Maxim Choupo-Moting |
| Marcin Kowalczyk 38' Przemysław Tytoń 46' Maciej Rybus 46' Adrian Mierzejewski 58' Adam Matuszczyk 72' Sławomir Peszko 78'                                                                           | wissels      | 59' Henri Bienvenu 65' André Bikey 70' Georges Mandjeck 76' Joël Matip 80' Vincent Aboubakar 82' Gaëtan Bong                                                                                              |
| Ludovic Obraniak 75' | gele kaarten | ??' Henri Bienvenu |

FCF · A-internationals · Selecties · Bondscoaches · Statistieken · Kameroens vrouwenelftal · Kameroen U21 · Kameroen U20 · Kameroen U19 · Kameroen U18 · Kameroen U17
1960 – 1969 · 
1970 – 1979 · 
1980 – 1989 · 
1990 – 1999 · 
2000 – 2009 · 
2010 – 2019 ·
2020 − 2029
CC 2001 · 
CC 2003
WK 1982 · 
WK 1990 · 
WK 1994 · 
WK 1998 · 
WK 2002 · 
WK 2010 · 
WK 2014 ·
WK 2022
OS 1984 · 
OS 2000 · 
OS 2008
1961 · 
1960 · 
1961 · 
1962 · 
1963 · 
1964 · 
1965 · 
1966 · 
1967 · 
1968 · 
1969 · 
1970 · 
1971 · 
1972 · 
1973 · 
1974 · 
1975 · 
1976 · 
1977 · 
1978 · 
1979 · 
1980 · 
1981 · 
1982 · 
1983 · 
1984 · 
1985 · 
1986 · 
1987 · 
1988 · 
1989 · 
1990 · 
1991 · 
1992 · 
1993 · 
1994 · 
1995 · 
1996 · 
1997 · 
1998 · 
1999 · 
2000 · 
2001 · 
2002 · 
2003 · 
2004 · 
2005 · 
2006 · 
2007 · 
2008 · 
2009 · 
2010 · 
2011 · 
2012 · 
2013 ·
2014 ·
2015 ·
2016 ·
2017 ·
2018 ·
2019 ·
2020 ·
2021 ·
2022
Albanië ·
Algerije ·
Angola ·
Argentinië ·
Australië ·
Benin ·
Bolivia ·
Brazilië ·
Bulgarije ·
Burkina Faso ·
Burundi ·
Canada ·
Centraal-Afrikaanse Republiek ·
Chili ·
Colombia ·
Comoren ·
Congo-Brazzaville ·
Congo-Kinshasa ·
Costa Rica ·
Cuba ·
Denemarken ·
Duitsland ·
Egypte ·
Engeland ·
Equatoriaal-Guinea ·
Eritrea ·
Ethiopië ·
Finland ·
Frankrijk ·
Gabon ·
Gambia ·
Georgië ·
Ghana ·
Griekenland ·
Guinee ·
Guinee-Bissau ·
Ierland ·
India ·
Indonesië ·
Iran ·
Italië ·
Ivoorkust ·
Jamaica ·
Japan ·
Kaapverdië ·
Kenia ·
Koeweit ·
Kroatië ·
Lesotho ·
Liberia ·
Libië ·
Luxemburg ·
Madagaskar ·
Malawi ·
Mali ·
Marokko ·
Mauritanië ·
Mauritius ·
Mexico ·
Moldavië · 
Mozambique ·
Namibië ·
Nederland ·
Niger ·
Nigeria ·
Noord-Macedonië ·
Noorwegen ·
Oeganda ·
Oekraïne ·
Oezbekistan ·
Oostenrijk ·
Panama ·
Paraguay ·
Peru ·
Polen ·
Portugal ·
Roemenië ·
Rusland ·
Rwanda ·
Saoedi-Arabië ·
Sao Tomé en Principe ·
Senegal ·
Servië ·
Sierra Leone ·
Slowakije ·
Soedan ·
Somalië ·
Sovjet-Unie ·
Swaziland ·
Tanzania ·
Thailand · 
Togo ·
Tsjaad ·
Tunesië ·
Turkije ·
Verenigde Staten ·
Zambia ·
Zimbabwe ·
Zuid-Afrika ·
Zuid-Korea ·
Zuid-Soedan ·
Zweden ·
Zwitserland
Brazilië (2014) · 
Brazilië (2022) · 
Denemarken (2010) · 
Egypte (2017) ·
Frankrijk (2003) · 
Italië (1982) · 
Japan (2010) · 
Kroatië (2014) · 
Mexico (2014) ·
Nederland (2010) · 
Peru (1982) · 
Polen (1982) · 
Servië (2022)
Poolse voetbalbond · A-internationals · Selecties · Statistieken · Pools vrouwenelftal · Olympisch elftal · Polen U21 · Polen U20 · Polen U19 · Polen U18 · Polen U17 · Polen U16
1921 – 1929 ·
1930 – 1939 ·
1940 – 1949 ·
1950 – 1959 ·
1960 – 1969 ·
1970 – 1979 ·
1980 – 1989 ·
1990 – 1999 ·
2000 – 2009 ·
2010 – 2019 ·
2020 – 2029
EK 2008 · 
EK 2012 · 
EK 2016 · 
EK 2020
WK 1938 ·
WK 1974 ·
WK 1978 ·
WK 1982 ·
WK 1986 ·
WK 2002 ·
WK 2006 ·
WK 2018
OS 1924 ·
OS 1936 ·
OS 1972 ·
OS 1976 ·
OS 1992
1921 · 
1922 · 
1923 · 
1924 · 
1925 · 
1926 · 
1927 · 
1928 · 
1929 · 
1930 · 
1931 · 
1932 · 
1933 · 
1934 · 
1935 · 
1936 · 
1937 · 
1938 · 
1939 · 
1940–1946 · 
1947 · 
1948 · 
1949 · 
1950 · 
1951 · 
1952 · 
1953 · 
1954 · 
1955 · 
1956 · 
1957 · 
1958 · 
1959 · 
1960 · 
1961 · 
1962 · 
1963 · 
1964 · 
1965 · 
1966 · 
1967 · 
1968 · 
1969 · 
1970 · 
1971 · 
1972 · 
1973 · 
1974 · 
1975 · 
1976 · 
1977 · 
1978 · 
1979 · 
1980 · 
1981 · 
1982 · 
1983 · 
1984 · 
1985 · 
1986 · 
1987 · 
1988 · 
1989 · 
1990 · 
1991 · 
1992 · 
1993 · 
1994 · 
1995 · 
1996 · 
1997 · 
1998 · 
1999 · 
2000 · 
2001 · 
2002 · 
2003 · 
2004 · 
2005 · 
2006 · 
2007 · 
2008 · 
2009 · 
2010 · 
2011 · 
2012 · 
2013 · 
2014 ·
2015 ·
2016 ·
2017 ·
2018 ·
2019 ·
2020 ·
2021
Albanië ·
Algerije ·
Andorra ·
Argentinië ·
Armenië ·
Australië ·
Azerbeidzjan ·
België ·
Bolivia ·
Bosnië en Herzegovina ·
Brazilië ·
Bulgarije ·
Canada ·
Chili ·
China ·
Colombia ·
Costa Rica ·
Cyprus ·
DDR ·
Denemarken ·
Duitsland ·
Ecuador ·
Egypte ·
Engeland ·
Estland ·
Faeröer · 
Finland ·
Frankrijk ·
Georgië ·
Gibraltar ·
Griekenland ·
Guatemala ·
Haïti ·
Hongarije ·
Ierland ·
India ·
Irak ·
Iran ·
Israël ·
Italië ·
Ivoorkust ·
IJsland ·
Japan ·
Joegoslavië ·
Kameroen ·
Kazachstan ·
Koeweit ·
Kroatië ·
Letland ·
Libië ·
Liechtenstein ·
Litouwen ·
Luxemburg ·
Marokko ·
Malta ·
Mexico ·
Moldavië ·
Montenegro ·
Nederland ·
Nieuw-Zeeland ·
Nigeria ·
Noord-Ierland ·
Noord-Korea ·
Noord-Macedonië ·
Noorwegen ·
Oekraïne ·
Oostenrijk ·
Peru ·
Portugal ·
Roemenië ·
Rusland ·
San Marino ·
Saoedi-Arabië · 
Schotland ·
Senegal ·
Servië ·
Servië en Montenegro · 
Singapore ·
Slovenië ·
Slowakije ·
Sovjet-Unie ·
Spanje ·
Thailand · 
Tsjechië ·
Tsjecho-Slowakije ·
Tunesië ·
Turkije ·
Uruguay ·
Verenigde Arabische Emiraten ·
Verenigde Staten ·
Wales ·
Wit-Rusland ·
Zuid-Afrika ·
Zuid-Korea ·
Zweden ·
Zwitserland
België (1982) ·
Colombia (2018) ·
Costa Rica (2006) ·
Duitsland (2006) ·
Duitsland (2008) ·
Duitsland (2016) ·
Ecuador (2006) ·
Frankrijk (1982) ·
Frankrijk (2022) ·
Griekenland (2012) ·
Italië (1982, 1) ·
Italië (1982, 2) ·
Japan (2018) ·
Kameroen (1982) ·
Kroatië (2008) ·
Noord-Ierland (2016) ·
Oostenrijk (2008) ·
Peru (1982) ·
Rusland (2012) ·
Senegal (2018) ·
Slowakije (2021) ·
Sovjet-Unie (1982) ·
Spanje (2021) ·
Tsjechië (2012) ·
Zweden (2021)